# Сопряжённые точки
Сопряжённые точки — вершины инфинитезимально узкого геодезического двуугольника в Римановом многообразии.

## Определение
Предположим, точки р и q  лежат на геодезической {\displaystyle \gamma } в Римановом (или псевдоримановом) многообразии.
Если существует ненулевое поле Якоби вдоль {\displaystyle \gamma }, которое обращается в нуль в р и в q,
тогда точки р и q сопряжены вдоль {\displaystyle \gamma }.

## Примеры
- На стандартной сфере {\displaystyle S^{2}}, диаметрально противоположные точки сопряжены.
- В евклидовом пространстве нет сопряженных точек.
  - Более того, на римановых многообразиях неположительной секционной кривизны, нет сопряженных точек.